# Ferruccio Ranza
Ferruccio Ranza (Fiorenzuola d'Arda, 9 settembre 1892 – Bologna, 25 aprile 1973) è stato un generale e aviatore italiano, pluridecorato medaglia d'argento al valor militare. Asso dell'aviazione da caccia, è accreditato di 17 abbattimenti durante la prima guerra mondiale.

## Biografia
Ferruccio nasce sul finire del XIX secolo a Fiorenzuola d'Arda, cittadina situata nella pianura emiliana sul versante settentrionale dell'appennino tosco emiliano, in provincia di Piacenza.

### La prima guerra mondiale

Alcuni componenti della 91ª Squadriglia aeroplani da caccia. Da sinistra; ten. Gastone Novelli, ten. Ferruccio Ranza, cap. Fulco Ruffo di Calabria, cap. Bartolomeo Costantini, magg. Francesco Baracca.

Nel 1914, allo scoppio della prima guerra mondiale, mentre svolgeva il servizio militare di leva nel Regio Esercito, all'età di 22 anni viene assegnato, con il grado di sottotenente al 1º Reggimento genio. Affascinato dalla nascita della nuova forza aerea esprime la richiesta, nello stesso anno, di poter frequentare la scuola di volo di Venaria, ottenendo il brevetto di pilota il 14 ottobre 1915 per poi essere assegnato alla 4ª Squadriglia per l'artiglieria e poi alla 3ª Squadriglia per l'artiglieria del Corpo Aeronautico Militare.
L'anno successivo viene assegnato a missioni di ricognizione sul Fronte italiano ottenendo, nel giugno 1916, la prima onorificenza, la medaglia di bronzo al valore, per aver compiuto con successo una missione pur sotto il fuoco dell'artiglieria nemica.
Ranza richiede di passare al servizio permanente e di essere assegnato ad un'unità di caccia, ottenendo di essere trasferito alla 77ª Squadriglia aeroplani, equipaggiata con i Nieuport-Macchi Ni.10 dove trova come comandante un altro futuro asso, Fulco Ruffo di Calabria. Ai comandi di un Nieuport ottiene con il tenente Carlo Savio il suo primo abbattimento il 27 luglio quando costringe a terra un ricognitore della k.u.k. Luftfahrtruppen Hansa-Brandenburg C.I della Flik 24 nel cielo sopra Marter di Roncegno Terme. Gli aviatori avversari Alois Jezek e l'osservatore Georg Kenzian Edler Von Kenzianhausen vennero feriti.
Il 14 settembre 1916 gli austriaci mandano tre idrovolanti ad attaccare le posizioni italiane, mentre in un osservatorio sono presenti Vittorio Emanuele III ed il re Pietro I di Serbia.
Ranza su Nieuport 11 con mitragliatrice Vickers, il Tenente Carlo Savio ed il Sergente Giuseppe Tesei della 77ª Squadriglia costringono ad ammarare due idrovolanti nel golfo di Panzano (Monfalcone). Un idro è sbandato e l'altro rimorchiato a terra da navi austriache, visti dagli osservatori della Regia Marina.
Il 25 novembre Ranza costringe ad atterrare due Albatros, confermati, un Brandenburg C.I della Flik 28 verso Hermada, che si sfascia alle 9 e 30, e un Br. C.1 della Flik 23 in un secondo volo, che si distrugge fra Schönpaß e la Selva di Ternova verso mezzogiorno con Luigi Olivi della 76ª Squadriglia caccia.
Nel mese di novembre gli viene affidato il comando temporaneo della squadriglia quando problemi di salute allontanano Ruffo di Calabria per qualche periodo; in questo lasso di tempo ottiene tre abbattimenti che gli fanno guadagnare una medaglia d'argento al valor militare.

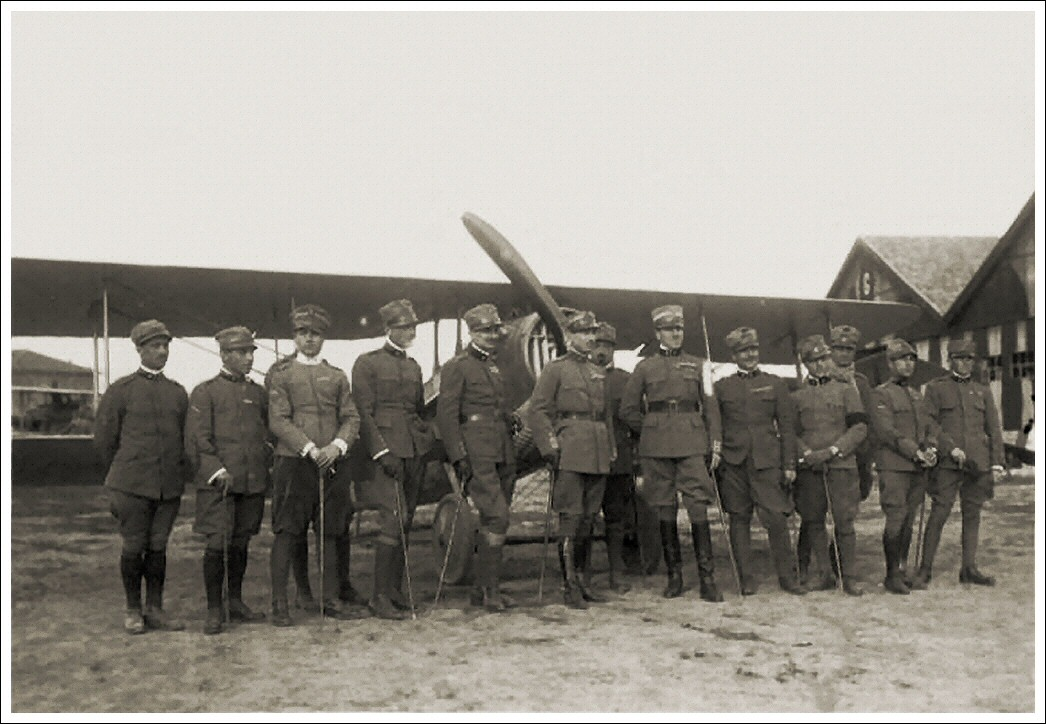
La 91ª Squadriglia aeroplani da caccia. Da sinistra; serg. Mario D'Urso, serg. Gaetano Aliperta, ten. Gastone Novelli, ten. Cesare Magistrini, cap. Bartolomeo Costantini, cap. Fulco Ruffo di Calabria, col. Pier Ruggero Piccio, ten. Guido Keller, magg. Francesco Baracca, ten. Ferruccio Ranza, ten. Mario de Bernardi, ten. Adriano Bacula, serg. Guido Nardini, sott. Eduardo Alfredo Olivero.

Il 1º maggio 1917 viene trasferito alla 91ª Squadriglia aeroplani da caccia, la famosa Squadriglia degli Assi comandata da Francesco Baracca, pur operando ancora con la 77ª fino alla metà del mese successivo, periodo in cui consegue altre due medaglie d'argento al valor militare. Il primo abbattimento accreditato con la nuova squadriglia lo ottiene nel cielo sopra Barco, località nel territorio municipale di Molvena, alle 7.20 del 23 giugno, quando abbatté un biposto da ricognizione. Nel nuovo reparto si distingue per aver adottato come simbolo una civetta dipinta sulla fusoliera, emblema che manterrà fino all'abbattimento e conseguente morte del compagno ed amico Giovanni Sabelli, una scala, che in seguito alla sua scomparsa adotterà lui stesso per onorarne la memoria.
Al termine del conflitto è accreditato di 17 abbattimenti, su 20 richieste, in un totale di 465 missioni,, tre medaglie d'argento, due di bronzo al Valor Militare ed una promozione per merito sul campo, da Tenente a Capitano.

### Il periodo interbellico
Nel 1920 Ranza è protagonista di una delle prime manifestazioni aeree che contribuiranno alla notorietà dell'aeronautica italiana in campo mondiale nel decennio successivo, il Raid Roma-Tokyo,  componente della formazione ufficiale iniziale di 5 Ansaldo S.V.A.-9, giunse solitario a Calcutta ma non proseguì oltre, mentre gli SVA “staffetta” di Guido Masiero ed Arturo Ferrarin riuscirono a raggiungere il Giappone. Negli anni successivi Ranza si aggiudicò una coppa Baracca, partecipò al Raid aereo Nizza-Torino, in competizione con Italo Balbo, al Raid Roma-Londra ed infine al Raid Roma-Berlino-Roma.
Nel 1921, fu iniziato in Massoneria nella Gran Loggia d'Italia, in seguito fu tra i fondatori della Loggia "Francesco Baracca" di Gallarate.
Dopo l'istituzione, nel 1923, della Regia Aeronautica, il Ministero gli conferisce il comando del 13º Gruppo caccia nel 1924 che mantenne fino al 1927, quando gli viene assegnato il comando del 2º Stormo Caccia.
Negli anni successivi assume il comando dell'Aviazione della Tripolitania, diventa capo di stato maggiore della 1ª Zona Aerea Territoriale (ZAT) quindi assume il comando del Comando aeronautica dell'Africa orientale italiana, III Brigata aerea, Brigata aerea mista dell'Aviazione della Somalia italiana e, dopo l'occupazione italiana del Regno di Albania del 1939, dell'Aeronautica dell'Albania - AALB.
Nel febbraio 1936 Con azione brillantissima ad un guado del Uebi Gestro è stata distrutta una carovana nemica di 900 cammelli, scortata da alcune centinaia di armati. La carovana, che aveva marciato di notte per sfuggire alla nostra osservazione aerea, intendeva profittare della giornata di vento e di cielo coperto, per tentare di giorno il passaggio del fiume, che nella oscurità notturna sarebbe stato difficilissimo.
Non sfuggì alla vigile attenzione del generale Ranza, che si trovava in volo fra le nubi. Mentre colla radio chiamava dai campi altre forze aeree, col suo «Caproni» da bombardamento si portava a bassa quota e l'attaccava col lancio di spezzoni e di piccole bombe.
Giungevano intanto i «Caproni» da bombardamento pesante e leggero e gli apparecchi da ricognizione che completavano l'opera di distruzione. (Bollettino di Guerra)

### La seconda guerra mondiale

Ferruccio Ranza, secondo da sinistra, con i gradi da generale di squadra aerea della Regia Aeronautica

Durante il secondo conflitto mondiale, Ranza prese il comando dell'aeronautica dell'Albania supportando l'esercito Italiano della campagna di Grecia, e fu proprio grazie all'Aeronautica che la situazione non facile per l'Italia in Grecia non si trasformò in una disfatta. Ranza oltretutto visse un pericoloso episodio di fuoco amico. Il 15 aprile 1941, mentre volava su un bimotore da trasporto Breda 44, venne attaccato da un caccia italiano, un Fiat CR.42, in conseguenza di questo assalto anche la contraerea lo scambiò per un nemico. Nonostante il fuoco incrociato, da terra e dall'aria, il pilota dell'aereo di Ranza riuscì a salvarsi con un atterraggio di fortuna in cui il velivolo rimase distrutto.
Alla fine del 1941 Ranza viene trasferito al comando della 4ª Squadra aerea di Bari. L'8 settembre 1943 trova Ranza al suo posto, affiancato da Enrico Grande. Il ruolo di Ranza fu fondamentale per la tenuta in mano italiana degli aeroporti di Lecce, Gioia del Colle, Manduria, Bari, Grottaglie, San Vito dei Normanni, Foggia, Scanzano, Brindisi, San Pancrazio e Taranto. Tutti questi campi ed edifici annessi furono poi passati in buona efficienza agli alleati. Nonostante il divieto assoluto di voli imposto dagli angloamericani dal 15 settembre 1943, gli aeroplani italiani continuarono a decollare per missioni contro i tedeschi. Fu proprio l'intervento di Ranza in colloqui con i marescialli dell'aria Tedder e Cunningham a convincere gli inglesi che l'Italia aveva le forze e la volontà politica per contribuire alla propria liberazione e quindi a porre la pietra miliare per la nascita dell'Aeronautica Cobelligerante Italiana.

### Gli ultimi anni
Al termine del conflitto si congeda, nel maggio 1945, con il grado di generale di Squadra Aerea, ritirandosi a vita privata fino al suo decesso, avvenuto a Bologna nel 1973.

### Curiosità
Anche il figlio Paolo fu ufficiale e pilota del 51º Stormo nel secondo dopoguerra.